# 月岡公園 (上山市)
月岡公園（つきおかこうえん）は、山形県上山市にある都市公園（地区公園）である。上山城敷地一帯に位置する。

## 概要
幕末まで存在した上山城の跡地に作られた公園。桜や草花の生い茂る都市公園である。
公園内には、1982年（昭和57年）に再建した上山城を中心に月岡神社や斎藤茂吉歌碑などがある。また、上山城の北側には、ブランコや滑り台、大型遊具などが設置されており、子どもも楽しめる。
平成28年度から平成30年度に、園路、階段、滑り台付きジャングルジム、水飲み場などの更新工事を実施した。
上山市内有数の花見スポット。上山城を中心に約80本の桜の風景が広がる。ソメイヨシノの古木やシダレザクラ、啓翁桜などがある。
小高い丘に立地しており、蔵王連峰の眺望が楽しめ、撮影スポットになっている。

## 施設概要
修景施設：芝生、花壇、池など
休養施設：四阿、ベンチ、足湯など
遊戯施設：ブランコ、滑り台、コンビネーション遊具など
教養施設：上山城
便益施設：売店（かかし茶屋）、トイレ、水飲み場、駐車場など

## アクセス
- 車
  - 東北中央自動車道山形上山ICから国道13号経由で4km（約12分）
  - 東北中央自動車道かみのやま温泉ICから国道458号経由で5km（約10分）

　　※駐車場は上山城の駐車場を利用（無料）
- 電車
  - JR「かみのやま温泉駅」から徒歩10分、タクシー3分
- 路線バス
  - 山交バス 高松葉山線「上山城口」下車、徒歩3分

## イベント
- 山形ワインバル
- 上山城まつり（おしろまつり）

## 周辺
- 二日町プラザ
- 上山市立上山小学校
- 武家屋敷
- 下大湯（公衆浴場）